# Národní archeologické muzeum ve Florencii
Národní archeologické muzeum se nachází na Via della Colonna, blízko Piazza della Santissima Annunziata, ve Florencii.

## Historie
Bylo otevřeno roku 1818. Sídlí v paláci postaveném Guliem Parigi roku 1620 pro Marii Maddalenu de Medici.

## Sbírky
Vystavované předměty jsou etruského, řeckého, římského a egyptského původu. Některé artefakty pocházejí ze sbírky Cosima de Medici.
Arezzská Chiméra

Bronzová socha byla nalezena v Arezzu roku 1553. Její vznik je datován do 4. století př. n. l. Zobrazuje mytologické zvíře – křížence lva, kozy a hada. Zřejmě patřila do určitého souboru sošek. Cosimo I. ji dostal darem od Giorgia Vasariho, který ji po nálezu restauroval. Cosimo ji měl v oblibě, ale později se jí zbavil v domnění, že přináší smůlu.

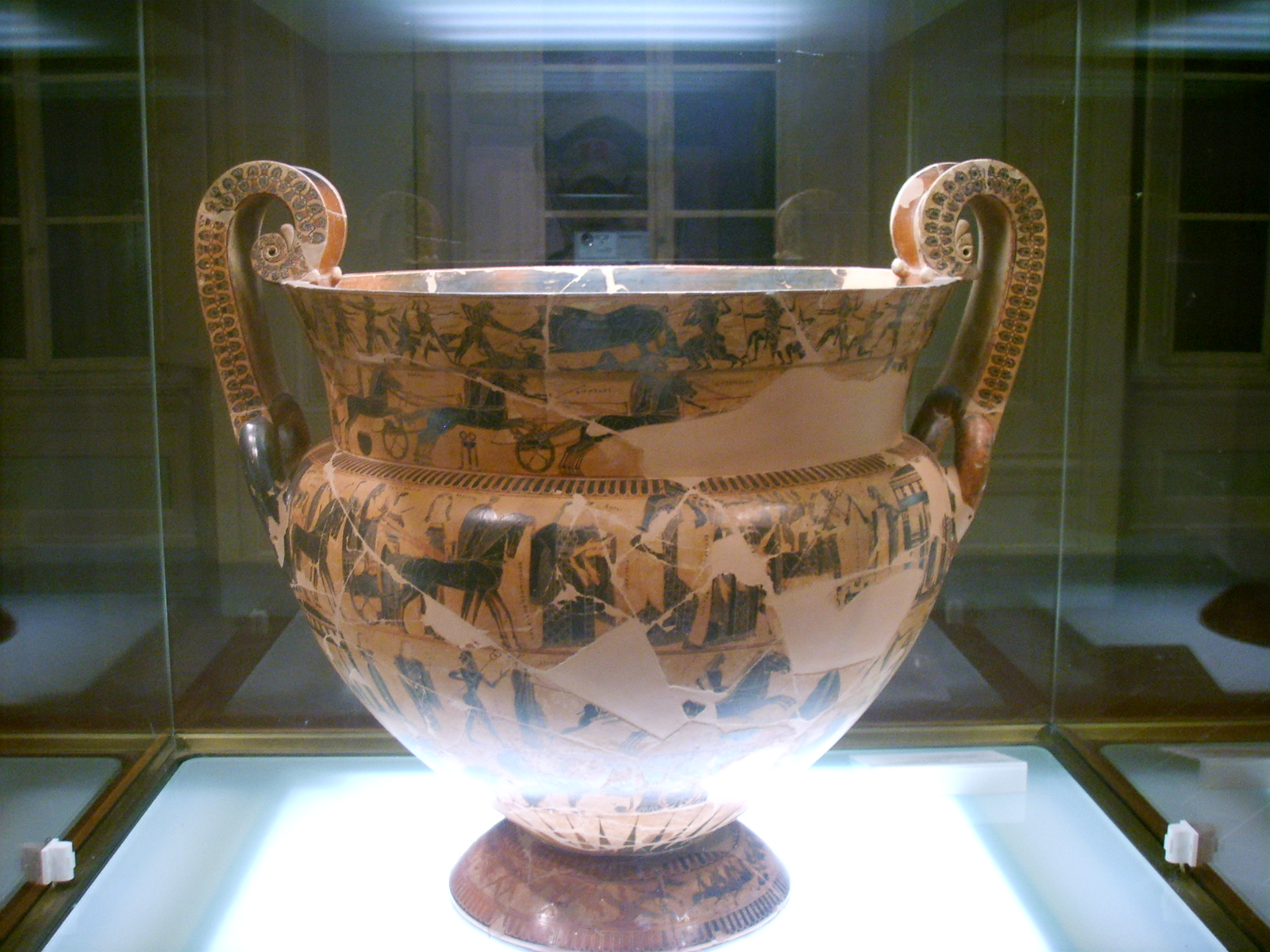
Françoisova váza

Váza (volutový krátér), nazvaná dle svého objevitele, byla nalezena v etruské hrobce ve Fonte Rotella v Chiusi. Autory jsou hrnčíř Ergotimos a malíř Kleitiás. Malba na ní zobrazuje v 6 řadách výjevy z řecké mytologie a je datována do roku 570 př. n. l.
Bucchero pesante

V muzeu lze nalézt ukázky tohoto typu etruské keramiky – z černé hlíny, po vypálení s kovovým leskem, se silnými stěnami a vytlačovaným vzorem. Příkladem je konvice (oinochoé) s držadlem v podobě koně a konvice s býčí hlavou.
l'Arringatore

l'Arringatore (Řečník) – bronzová etruská socha muže 170 cm vysokého, oděného v tógu. Dílo pochází z konce 2. století př. n. l. až začátku 1. století př. n. l. Bylo vytvořeno metodou lití na ztracený vosk ze sedmi odlišných dílů, jež byly posléze spojeny v celek. 
Někteří historici tvrdí, že socha byla nalezena v roce 1566 v Sanguineti, okres Tuoro sul Trasimeno, jiní historici naopak prohlašují, že socha byla nalezena v obci Pila Perugia. 
Z nápisu na rouchu je známé, že socha představuje významného Etruska jménem Aulus Metellus, rodáka z Perugie nebo Cortony. Je zachycen s gestem upoutávajícím pozornost diváků, jako by začínal řečnit. Levá paže je uvolněná podél těla, zatímco paže pravá je vztažena vzhůru s dlaní směrem dopředu. Pravá ruka, která se při nálezu sochy zlomila, je v poměru ke zbytku těla větší a zdůrazňuje tak gesto. 